# Kościół Świętego Jana w Rydze
Kościół Świętego Jana  (łot. Svētā Jāņa baznīca) – gotycki ceglany budynek, mimo wielokrotnego przebudowywania jest uznawany za najlepszy przykład gotyckiej architektury sakralnej starej Rygi. 

## Historia
Kościół zaczęli wznosić dominikanie na terenie zakupionym w 1234 r. od biskupa Mikołaja, początkowo jako kaplicę sąsiadującą z klasztorem. W XV wieku kościół próbowali przejąć Krzyżacy, przez co kościół znacznie podupadł. Reformacja w Rydze w 1523 r. spowodowała konfiskatę kościoła i klasztoru dominikanów. Zabudowania nabył pewien kupiec, który przekształcił kościół w stajnię. W 1582 r. król Stefan Batory przekazał kościół luteranom.
Zachowało się misterne, bardzo dekoracyjne sklepienie krzyżowo-żebrowe, wsparte czterema filarami oraz ogromne, ostrołukowe okna.

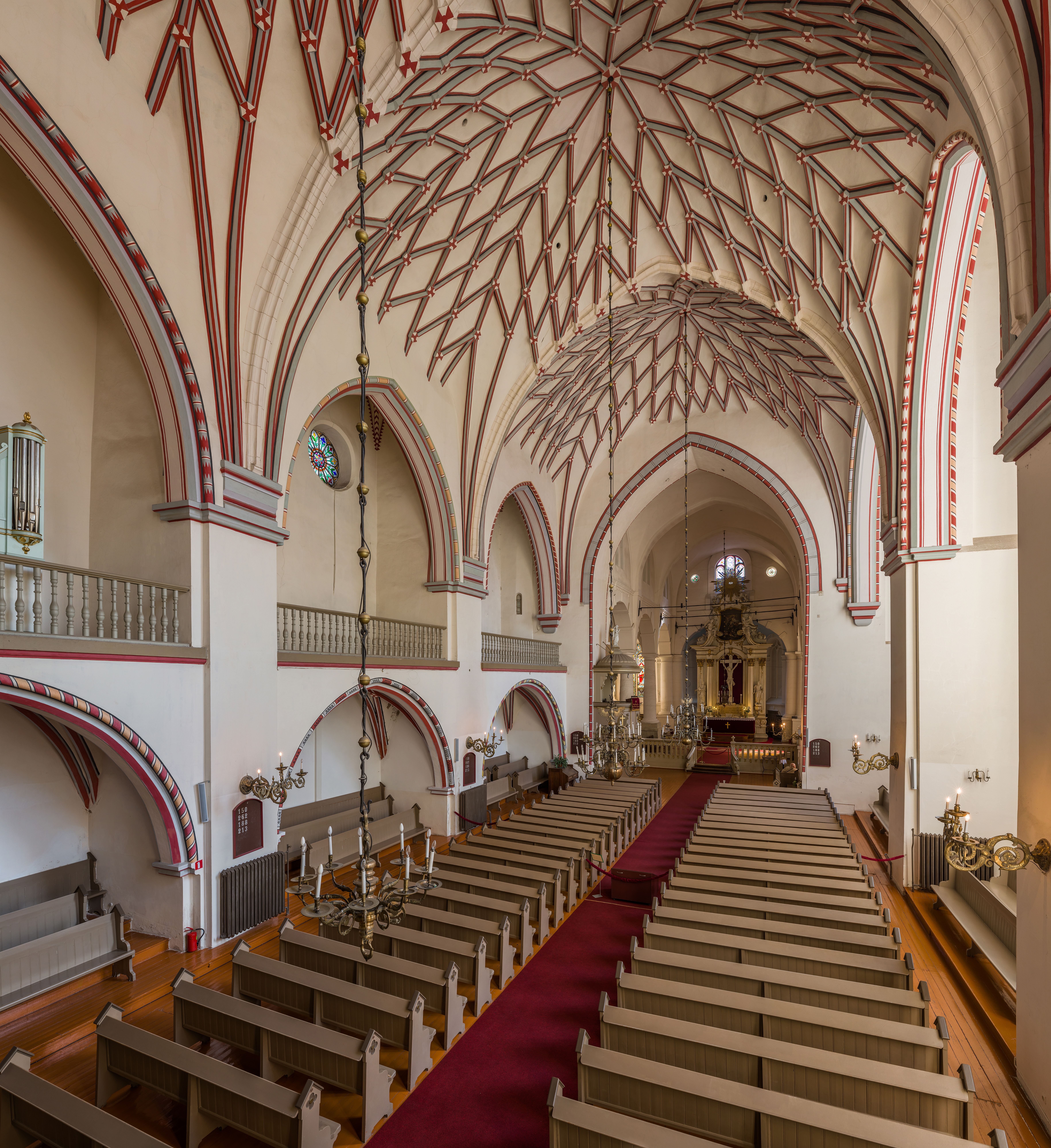
Wnętrze kościoła z ołtarzem
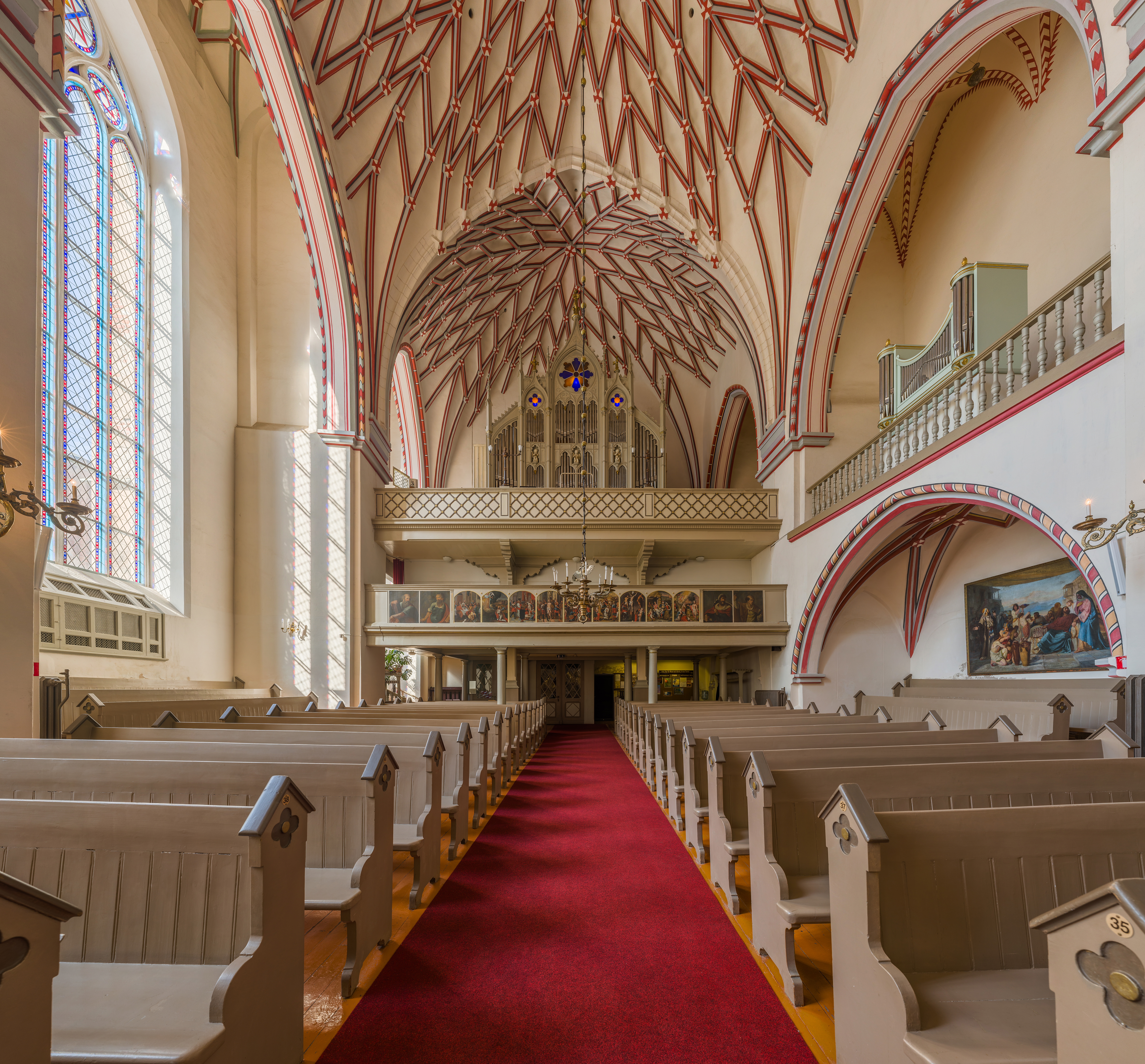
Wnętrze kościoła- widok na organy
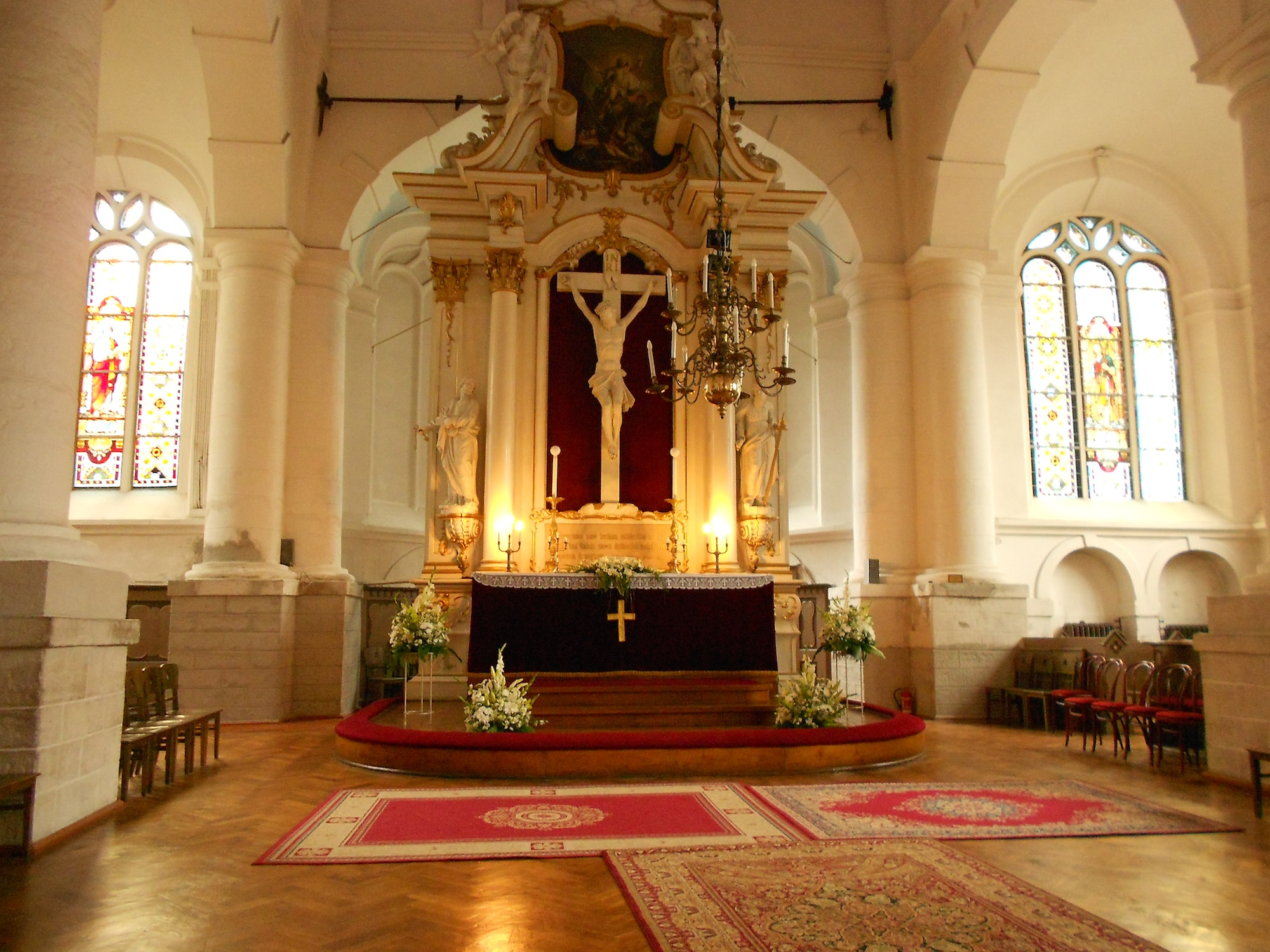
Ołtarz